# Мозамбик на летних Олимпийских играх 1988
Мозамбик принимал участие в Летних Олимпийских играх 1988 года в Сеуле (Республика Корея) в третий раз за свою историю, но не завоевал ни одной медали. Сборную страны представляли 2 женщины и 6 мужчин.
Самой юной участницей мозамбикской сборной была 15-летняя бегунья Мария Мутола, которая начала тренироваться только за несколько месяцев до Олимпиады; на этих соревнованиях она установила личный рекорд, а на последующих Олимпиадах принесла Мозамбику золото. Старшим участником сборной был бегун Хайме Родригес.
Флаг Мозамбика на церемонии открытия игр нёс пловец Серджио Фафитине.

## Состав и результаты

### Лёгкая атлетика
Мужчины
Беговые дисциплины
| Спортсмен      | Дисциплина | Предварительный раунд | Предварительный раунд | Четвертьфиналы | Четвертьфиналы | Полуфиналы | Полуфиналы | Финал     | Финал     |
| Спортсмен      | Дисциплина | Результат             | Место                 | Результат      | Место          | Результат  | Место      | Результат | Место     |
| -------------- | ---------- | --------------------- | --------------------- | -------------- | -------------- | ---------- | ---------- | --------- | --------- |
| Хайме Родригес | 400 м      | 47.33                 | 6                     | Не прошёл      | Не прошёл      | Не прошёл  | Не прошёл  | Не прошёл | Не прошёл |

Полевые соревнования
| Пауло Норонха | Тройной прыжок | 14.71 | 39 | Не прошёл | Не прошёл | Не прошёл | Не прошёл | Не прошёл | Не прошёл |

Женщины
Беговые дисциплины
| Спортсмен    | Дисциплина | Предварительный раунд | Предварительный раунд | Четвертьфиналы | Четвертьфиналы | Полуфиналы | Полуфиналы | Финал     | Финал     |
| Спортсмен    | Дисциплина | Результат             | Место                 | Результат      | Место          | Результат  | Место      | Результат | Место     |
| ------------ | ---------- | --------------------- | --------------------- | -------------- | -------------- | ---------- | ---------- | --------- | --------- |
| Мария Мутола | 800 м      | 2:04.36               | 7                     | Не прошла      | Не прошла      | Не прошла  | Не прошла  | Не прошла | Не прошла |

### Плавание
Мужчины
| Спортсмен        | Соревнование         | Предварительные заплывы | Предварительные заплывы | Финал B   | Финал B   | Финал A   | Финал A   |
| Спортсмен        | Соревнование         | Результат               | Место                   | Результат | Место     | Результат | Место     |
| ---------------- | -------------------- | ----------------------- | ----------------------- | --------- | --------- | --------- | --------- |
| Серджио Фафитине | 50 м вольным стилем  | 25.97                   | 59                      | Не прошёл | Не прошёл | Не прошёл | Не прошёл |
| Серджио Фафитине | 100 м вольным стилем | 57.10                   | 67                      | Не прошёл | Не прошёл | Не прошёл | Не прошёл |
| Серджио Фафитине | 100 м баттерфляем    | 1:01.15                 | 46                      | Не прошёл | Не прошёл | Не прошёл | Не прошёл |

Женщины
| Спортсмен       | Соревнование         | Предварительные заплывы | Предварительные заплывы | Финал B   | Финал B   | Финал A   | Финал A   |
| Спортсмен       | Соревнование         | Результат               | Место                   | Результат | Место     | Результат | Место     |
| --------------- | -------------------- | ----------------------- | ----------------------- | --------- | --------- | --------- | --------- |
| Каролина Араужо | 50 м вольным стилем  | 29.64                   | 48                      | Не прошла | Не прошла | Не прошла | Не прошла |
| Каролина Араужо | 100 м вольным стилем | 1:05.11                 | 53                      | Не прошла | Не прошла | Не прошла | Не прошла |
| Каролина Араужо | 100 м на спине       | 1:15.86                 | 40                      | Не прошла | Не прошла | Не прошла | Не прошла |

### Бокс
Мужчины
| Спортсмен       | Категория | Первый раунд               | Второй раунд                     | Третий раунд             | Четвертьфинал      | Полуфинал          | Финал     | Финал     |
| Спортсмен       | Категория | Соперник Результат         | Соперник Результат               | Соперник Результат       | Соперник Результат | Соперник Результат | Место     |           |
| --------------- | --------- | -------------------------- | -------------------------------- | ------------------------ | ------------------ | ------------------ | --------- | --------- |
| Арчер Фаусто    | до 51 кг  | Джо Лоулор Ирландия L KO-2 | Не прошёл                        | Не прошёл                | Не прошёл          | Не прошёл          | Не прошёл |           |
| Альберто Мачазе | до 54 кг  | не участвовал              | Майк Девени Великобритания L 5-0 | Стивен Мвема Кения L 0-5 | Не прошёл          | Не прошёл          | 9         |           |
| Лукас Синойя    | до 67 кг  | не участвовал              | Хавьер Мартинес Испания L 0-5    | Не прошёл                | Не прошёл          | Не прошёл          | Не прошёл | Не прошёл |